# Кожуханцева, Евдокия Фёдоровна
Евдокия Фёдоровна Кожуханцева (22 ноября 1907 — 24 августа 2000) — передовик советского сельского хозяйства, звеньевая колхоза имени 3-й пятилетки Ухтомского района Московской области, Герой Социалистического Труда (1949).

## Биография
Родилась в 1907 году в деревне Жулебино Выхинской волости Московского уезда в русской крестьянской семье. Со дня создания местного колхоза имени 3-й пятилетки Ухтомского района Московской области стала работать в полеводческой бригаде, звеньевой.
По итогам 1947 года Евдокия Фёдоровна была награждена орденом Ленина. В 1948 году её звено показала высокие производственные результаты. На закреплённой площади 3,81 гектара было собрано 503,4 центнера картофеля с каждого гектара в среднем.  
За получение высокого урожая картофеля в 1948 году, Указом Президиума Верховного Совета СССР от 4 марта 1949 года Евдокии Фёдоровне Кожуханцевой было присвоено звание Героя Социалистического Труда с вручением ордена Ленина и золотой медали «Серп и Молот».
В дальнейшем продолжала трудовую деятельность. В 1960-х годах вышла на заслуженный отдых. Избиралась депутатом Верховного Совета РСФСР 8-го созыва.     
Проживала в городе Люберцы Московской области. Умерла 24 августа 2000 года. Похоронена на Старом Люберецком кладбище.

## Награды
За трудовые успехи удостоена:
- золотая звезда «Серп и Молот» (04.03.1949),
- два ордена Ленина (19.02.1948, 04.03.1949),
- Орден Трудового Красного Знамени (09.06.1950),
- другие медали.